# Cratere Nampeyo
Nampeyo  è un cratere sulla superficie di Mercurio.